# Huish (Torridge)
Huish – wieś i civil parish w Anglii, w Devon, w dystrykcie Torridge. W 2001 civil parish liczyła 49 mieszkańców. Huish jest wspomniana w Domesday Book (1086) jako Hiwis/Hywis/Iwis/Ywis.